# Cavellia sterkiana
Cavellia sterkiana är en snäckart som först beskrevs av Suter 1891.  Cavellia sterkiana ingår i släktet Cavellia och familjen Charopidae. Inga underarter finns listade i Catalogue of Life.